# گلدانامیسین
گلدانامیسین (به انگلیسی: Geldanamycin) با فرمول شیمیایی C29H40N2O9 یک ترکیب شیمیایی است. که جرم مولی آن ۵۶۰٫۶۴ گرم بر مول می‌باشد. شکل ظاهری این ترکیب، پودر بلورین زردطلایی است.